# John Huchra
John Peter Huchra (23 de diciembre de 1948 – 8 de octubre de 2010) fue un astrónomo y profesor estadounidense.

## Biografía
Era el Viceadministrador Académico (Provost en inglés) en Política de Investigaciones en la Universidad de Harvard y profesor de Astronomía en el Harvard & Smithsonian Center for Astrophysics. Fue el representante del Comité Nacional de Estados Unidos en la Unión Astronómica Internacional (hasta el año 2007).
En 1989, descubrió la Gran Muralla conjuntamente con Margaret Geller basado en los datos de Corrimiento al rojo de galaxias proporcionados por el Center for Astrophysics Redshift Survey.